# Алтишево (селище)
Алтише́во (рос. Алтышево, чув. Алтышево) — селище у складі Алатирського району Чувашії, Росія. Адміністративний центр та єдиний населений пункт Октябрського сільського поселення.
Населення — 1100 осіб (2010; 1343 у 2002).
Національний склад:
- росіяни — 62 %